# The Man She Brought Back
Pour plus de détails, voir Fiche technique et Distribution.
The Man She Brought Back est un film américain réalisé par Charles Miller et sorti en 1922.

## Fiche technique
- Réalisation : Charles Miller
- Scénario : Jasper Ewing Brady
- Production : Charles Miller Productions
- Distribution :Playgoers Pictures (en)
- Durée : 55 minutes (5 bobines)[1]
- Date de sortie : 23 juillet 1922

## Distribution
- Earle Foxe : John Ramsey
- Doris Miller :Margo
- Frank Losee : Fenton
- Charles Mackay : Major Shanley
- Donald Russ : Songatawa
- Harry Lee : Sergeant Hawkins
- Frederick Burton : Bruce Webster